# Ordovicia
Ordovicia is een geslacht van uitgestorven kreeftachtigen uit de klasse van de Ostracoda (mosselkreeftjes).

## Soorten
- Ordovicia dubrovkaensis Rozhdestvenskaya, 1962 †
- Ordovicia irregularis Sun (Quan-Ying), 1987 †
- Ordovicia macroreticulata (Hessland, 1949) Neckaja, 1956 †
- Ordovicia plana Neckaja, 1958 †
- Ordovicia porchowiensis Neckaja, 1958 †